# Эволюция пресмыкающихся
Эволюция пресмыкающихся — процесс эволюционных изменений животных, относящихся к классу пресмыкающихся (Reptilia). Его исследование относится к важным задачам эволюционной биологии.

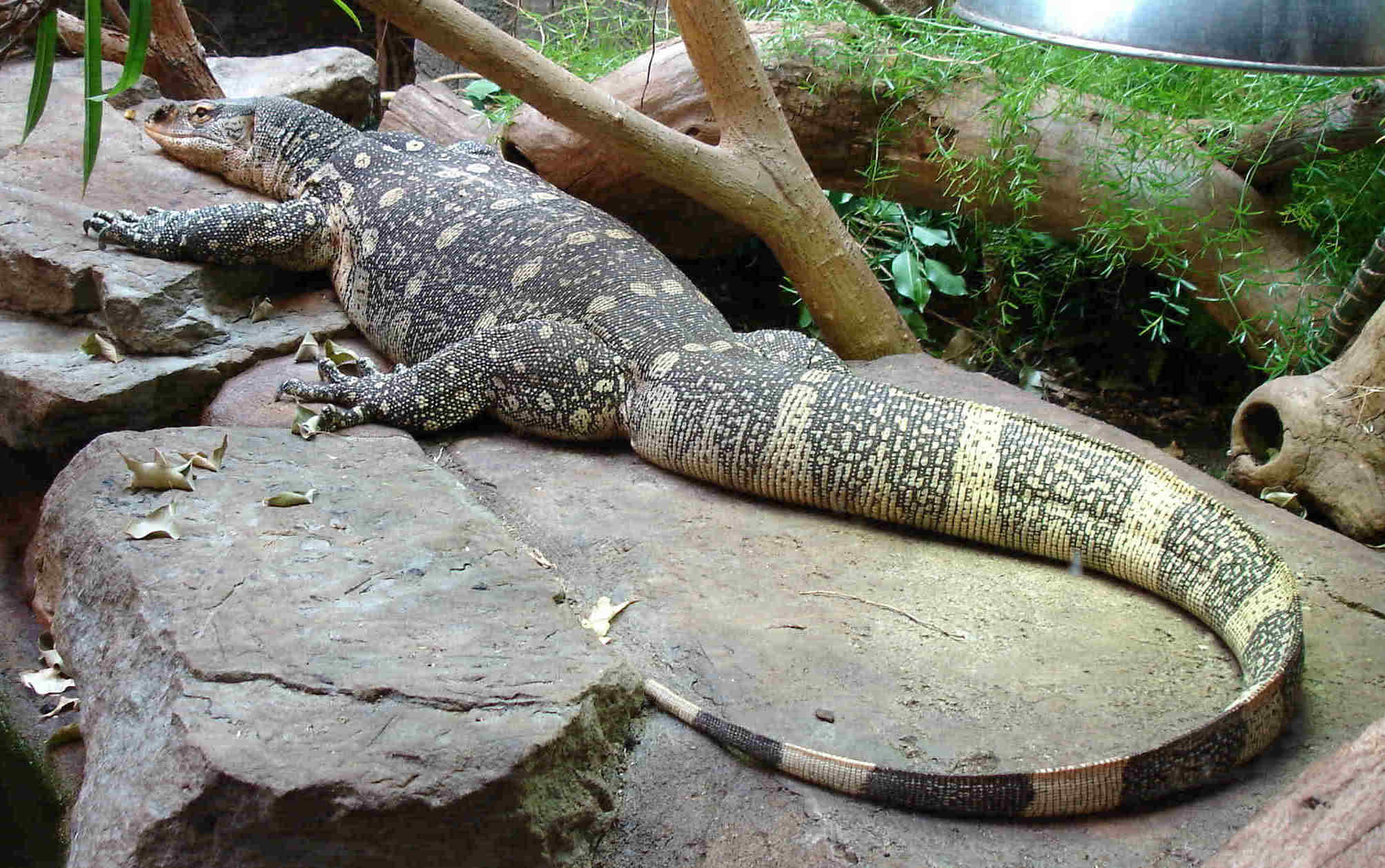
Varanus niloticus ornatus в Лондонском зоопарке

Первые наземные позвоночные возникли в конце девона. Это были панцирноголовые амфибии (устаревшее название — стегоцефалы; сейчас большинство этих животных включают в состав лабиринтодонтов). Они обитали около водоёмов и были тесно с ними связаны, так как размножались только в воде. Освоение отдалённых от водоёмов пространств требовало существенной перестройки организации: приспособления к защите тела от иссушения, к дыханию кислородом атмосферы, эффективному передвижению по твёрдому субстрату, способности размножаться вне воды. Это основные предпосылки для возникновения качественно отличной новой группы животных — рептилий. Эти перестройки были довольно сложны, например, требовалось оформление мощных лёгких, изменение характера кожных покровов.
С точки зрения кладистики, классифицирующей организмы на основе их происхождения, а не особенностей организации (в частности, классические «рептильные» признаки крокодилов, такие как холоднокровность и расположенные по бокам туловища конечности, являются вторичными), рептилиями являются все развитые амниоты, за исключением таксонов, входящих в кладу синапсид и, возможно, анапсид.

## Каменноугольный период

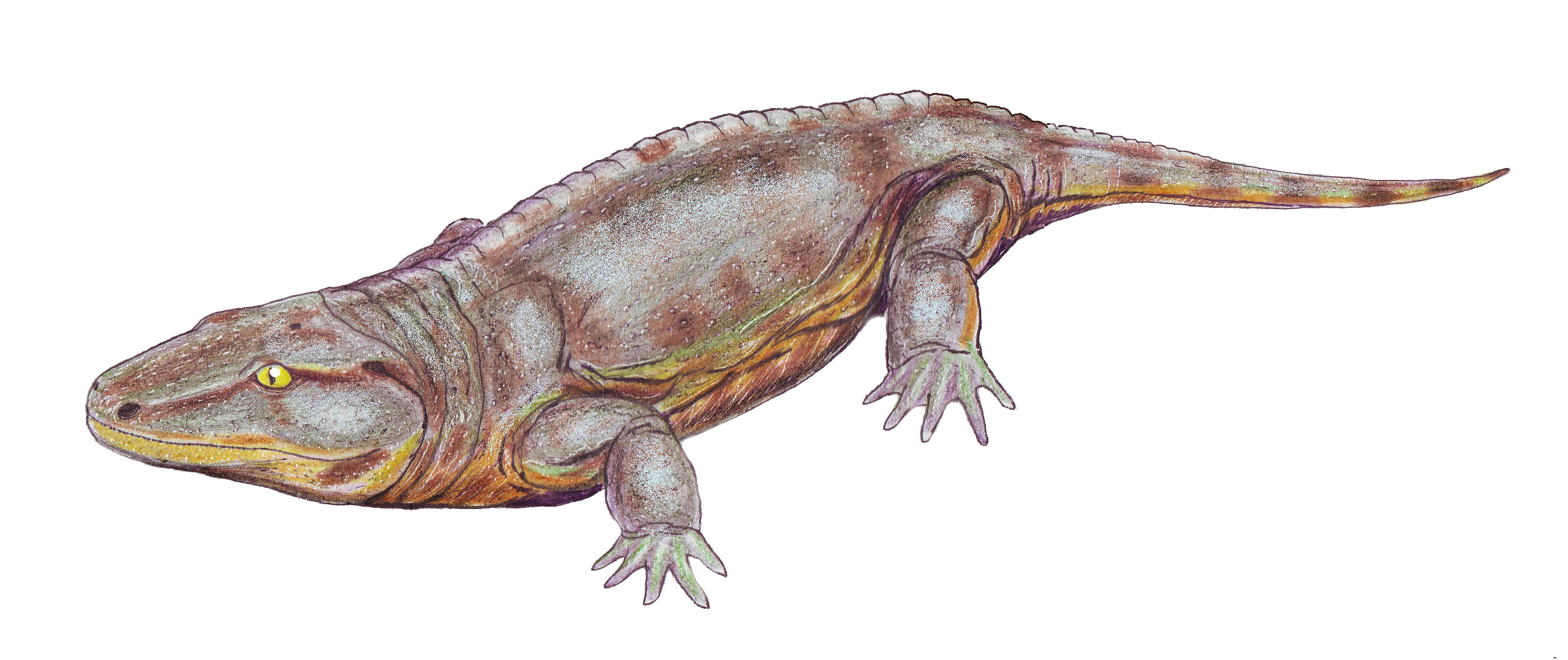
Сеймурия

Остатки наиболее древних пресмыкающихся известны с верхнего карбона (около 300 млн лет назад). Предполагают, что обособление от земноводных предков должно было начаться, видимо, в среднем карбоне (320 млн лет), когда от антракозавров, подобных Diplovertebron, обособлялись формы, видимо, лучше приспособленные к наземному образу жизни. От подобных форм возникает новая ветвь — сеймуриоморфы (Seymouriomorpha), остатки которых обнаружены в верхнем карбоне — средней перми. Часть палеонтологов относит этих животных к амфибиям. Эти животные были в целом лучше приспособлены к жизни на суше, поскольку оформленные кожные покровы и перестройка в скелете (изменение конечностей и тазового сустава) позволили им обосноваться на суше первыми из тетрапод.

## Пермский период
Из верхних пермских отложений Северной Америки, Западной Европы, России и Китая известны остатки котилозавров (Cotylosauria). По ряду признаков они ещё очень близки к стегоцефалам. Их череп был в виде сплошной костной коробки с отверстиями только для глаз, ноздрей и теменного органа, шейный отдел позвоночника был слабо оформлен (хотя имеется характерное для современных пресмыкающихся строение первых двух позвонков — атланта и эпистрофея), крестец имел от 2 до 5 позвонков; в плечевом поясе сохранялся клейтрум — кожная кость, свойственная рыбам; конечности были коротки и широко расставлены.
Вероятно, уже в карбоне у рептилий сформировался целый комплекс приспособлений, позволивших им стать в полной мере наземными животными. Важнейшим из этих приспособлений, которое сделало возможными многие другие существенные изменения организации пресмыкающихся, было развитие эффективного механизма вентиляции лёгких посредством движений грудной клетки. Он сделал ненужным кожное дыхание, которое у земноводных является необходимым дополнением лёгочного, так как из-за несовершенства вентиляции легких, где скапливается избыток углекислого газа, земноводные нуждаются в выведении последнего через кожу (у земноводных забор воздуха происходит не за счёт расширения грудной клетки, а в результате действия подъязычного насоса; недостаток лёгочного дыхания компенсируется кожным, поэтому кожные покровы должны быть всегда влажными). Поэтому в коже рептилий стало возможным усиление процессов ороговения эпидермиса, защитившего организм от постоянной потери влаги через покровы (неизбежного при кожном дыхании у земноводных) и риска гибели в сухом воздухе от обезвозживания. После этого пресмыкающиеся получили возможность заселить практически любые местообитания на суше, вплоть до безводных пустынь.
Дальнейшая эволюция рептилий обусловливалась их изменчивостью в связи с воздействием разнообразных условий жизни, с которыми они сталкивались при размножении и расселении. Большинство групп приобрели бо́льшую подвижность; скелет их стал легче, но в то же время и прочнее. Рептилии использовали более разнообразную пищу, чем амфибии. Изменялась техника её добывания. В этой связи существенным изменениям подверглось строение конечностей, осевого скелета и черепа. У большинства конечности стали длиннее, таз, приобретая устойчивость, прикреплялся к двум и более крестцовым позвонкам. В плечевом поясе исчезла «рыбная» кость клейтрум. Сплошной панцирь черепа подвергся частичной редукции. В связи с более дифференцированной мускулатурой челюстного аппарата в височной области черепа возникли ямы и разделяющие их костные мосты — дуги, служившие для прикрепления сложной системы мускулов.

## Синапсиды

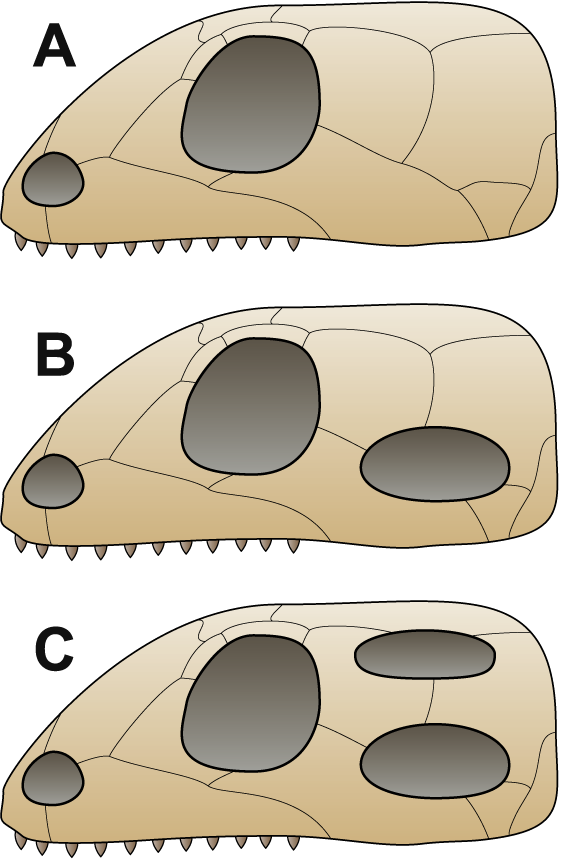
Строение черепа: A — анапсид, B — синапсид, C — диапсид

Основной предковой группой, давшей все разнообразие современных и ископаемых пресмыкающихся, вероятно, были котилозавры, однако дальнейшее развитие рептилий шло разными путями.
Сначала обособились синапсиды (Synapsida) и анапсиды (Anapsida). В черепе анапсид нет височных окон. Ранее считалось что к анапсидам относятся черепахи (Testudines, или Chelonia), у которых этих окон тоже нет, но молекулярная филогенетика показала принадлежность черепах к диапсидам. Предком черепах, как считается, могло быть животное, близкое к пермскому эвнотозавру (Eunotosaurus). Это небольшое ящерообразное животное с короткими и очень широкими рёбрами, образующими подобие спинного щита.
Синапсиды — параллельная рептилиям (ранее, с точки зрения традиционной классификации, рассматриваемая внутри группы рептилий) ветвь животных с нижними височными впадинами, ограниченными скуловой, чешуйчатой и заглазничной костями. Уже в позднем карбоне эта группа стала самой многочисленной. В палеонтологической летописи они представлены двумя последовательно существовавшими отрядами: пеликозавров (Pelicosauria) и терапсид (Therapsida). Период своего расцвета терапсиды пережили задолго до того, как появились первые динозавры, потомками терапсид стали более высокоорганизованные зверозубые (Theriodontia). К ним относится, в частности, хищная иностранцевия, напоминающая саблезубого тигра. Зверозубые были многочисленны ещё в раннем триасе, но после появления хищных динозавров их количество заметно уменьшилось. Звероподобные представляют большой интерес как группа, давшая начало млекопитающим.

## Диапсиды
Следующей группой, отделившейся от котилозавров, были диапсидные (Diapsida). Их череп имеет две височные впадины, расположенные выше и ниже заглазничной кости. Диапсидные в конце палеозоя (пермь) дали чрезвычайно широкую адаптивную радиацию систематическим группам и видам, которых обнаруживают и среди вымерших форм, и среди нынешних рептилий. Среди диапсидных наметились две основные группы: лепидозавроморфы (Lepidosauromorpha) и архозавроморфы (Archosauromorpha). Наиболее примитивные диапсиды из группы лепидозавров — группы эозухий (Eosuchia) — были предками отряда клювоголовых, от которых в настоящее время сохранился лишь один род — гаттерии.
В конце перми от примитивных диапсид обособились чешуйчатые (Squamata), ставшие многочисленными в меловой период. Не позднее средней юры от ящериц произошли змеи.

## Происхождение архозавров
Архозавров считают самыми интересными из всех рептилий, когда-либо живших на Земле. Среди них — крокодилы, летающие птерозавры, динозавры и птицы. Крокодилы и птицы — единственные архозавры, дожившие до наших дней.
Обособление исходной группы архозавров — текодонтов (псевдозухий) — от эозухий, видимо, произошло в верхней перми. В триасе текодонты достигли расцвета. Часть текодонтов вернулась к полуводному образу жизни, к концу триаса дав начало крокодиломорфам, среди которых в меловом периоде появились крокодилы. Другая часть — орнитозухии, вероятно, вела древесный образ жизни и, по одной из версий, дала начало современным птицам. В середине триаса от уже другой группы текодонтов произошли птерозавры, многочисленные в юрском и меловом периоде, но полностью вымершие к концу мела.
В верхнем триасе от хищных текодонтов обособились ещё две группы — ящеротазовые и птицетазовые динозавры, к концу мела вымершие.